# MOBO Awards 2024
Die MOBO Awards 2024 wurden am 7. Februar 2024 in der Utilita Arena in Sheffield, England verliehen. Es handelte sich um die 26. Ausgabe der MOBO Awards. Die Abkürzung steht für „music of black origin“, gemeint ist damit überwiegend Black Music. Damit der Award die Award-Saison mit den Grammys 2024 und Brit Awards eröffnen sollte, wurde die Verleihung in das Frühjahr 2024 verlegt, so dass die Verleihung für 2023 entfiel.
Die Moderation übernahmen die Schauspielerin Babatunde Aléshé und Indyah Polack (ehemals Star aus Love Island).
Die Nominierungen wurden am 19. Dezember 2024 verkündet.

## Preisträger und Nominierte
Die Gewinner sind fett markiert und vorangestellt.
| Album of the Year | Song of the Year |
| --- | --- |
| - Real Back in Style – Potter Payper - Where I’m Meant To Be – Ezra Collective - Beautiful and Brutal Yard – J Hus - No Thank You – Little Simz - My 21st Century Blues – Raye - This is What I Mean – Stormzy | - Sprinter – Central Cee & Dave - Who Told You – J Hus featuring Drake - Little Things – Jorja Smith - Boy’s a Liar Pt 2 – PinkPantheress & Ice Spice - Escapism – Raye & 070 Shake - Hide & Seek – Stormzy        |
| Video of the Year | Best African Music Act |
| - Mel Made Me Do It – Stormzy (Regie: Klvdr) - Number One Candidate – AntsLive (Regie: Tom Emmerson) - No More Naija Men – Enny (Regie: Otis Dominique) - Dirt in the Diamond EP1 Mobay ft Tay Iwar/ Stay Close ft Kranium – Jords (Regie: Renee Maria Osubu) - Gorilla – Little Simz (Regie: Dave Meyers) - Healing – Tion Wayne (Regie: Wowa) | - Asake (Nigeria) - Adekunle Gold (Nigeria) - Ayra Starr (Nigeria) - Burna Boy (Nigeria) - Davido (Nigeria) - Libianca (Kamerun) - Rema (Nigeria) - Tyla (Südafrika) - Uncle Waffles (Eswatini) - Wizkid (Nigeria) |
| Best International Act | Best Media Personality |
| - Drake & 21 Savage - Doja Cat - Travis Scott - Ice Spice - Latto - Lil Uzi Vert - Nicki Minaj - Sexyy Red - SZA - Victoria Monét | - ShxtsnGigs (James Duncan and Fuhad Dawodu) - Alison Hammond - Amelia Dimoldenberg - Henrie Kwushue - Madame Joyce - Maya Jama - Pressed podcast - Remi Burgz - Specs Gonzalez - Zeze Millz                       |
| Best Performance in a TV Show/Film | Best Male Act |
| - Damson Idris – Snowfall - Adjani Salmon – Dreaming Whilst Black - Deja J Bowens – Champion - Idris Elba – Hijack - India Amarteifio – Queen Charlotte: A Bridgerton Story - John Boyega – They Cloned Tyrone - Lashana Lynch – The Woman King                                                                                                 | - Central Cee - Dave - D-Block Europe - J Hus - Nines - Stormzy |
| Best Female Act | Best Newcomer |
| - Raye - Flo - Jorja Smith - Little Simz - Mahalia - PinkPantheress | - Tunde - Ama Lou - AntsLive - Debbie - Jayo - Nippa - No Guidnce - Rimzee - Strandz - Tamera |
| Best Hip-Hop Act | Best R&B/Soul Act |
| - Little Simz - Avelino - Clavish - Digga D - Enny - Fredo - Giggs - Loyle Carner - Nines - Potter Payper | - Sault - Bellah - Jaz Karis - Mahalia - Ragz Originale - Sampha |
| Best Drill Act | Best Grime Act |
| - K-Trap - Central Cee - Headie One - Kwengface - M24 - Russ Millions - TeeZandos - Unknown T | - Bugzy Malone - Duppy - Flowdan - Manga Saint Hilare - Novelist - P Money |
| Best Alternative Music Act | Best Caribbean Music Act |
| - Skindred - Alt Blk Era - Arlo Parks - Deijuvhs - Kid Bookie - Young Fathers | - Valiant - Byron Messia (Jamaika) - Destra (Trinidad) - Kabaka Pyramid (Jamaika) - Popcaan (Jamaika) - Shenseea (Jamaika)                                                                                         |
| Best Electronic/Dance Music Act | Best Jazz Act |
| - Shygirl - Aluna - Nia Archives - PinkPantheress - Salute - Tsha | - Ezra Collective - Blue Lab Beats - Cktrl - Masego - Reuben James - Yazmin Lacey |
| Best Gospel Act | Best Producer |
| - Limoblaze - Annatoria - CalledOut Music - Guvna B - Tofunmi Adorna - Triple O | - Info - Kyle Evans - M1onTheBeat - P2J - Steel Banglez - TSB |

### Special awards
Lifetime Achievement Award
- Soul II Soul

Paving The Way Award
- Jessica Ennis-Hill

MOBO Impact Award
- Sugababes

MOBO Pioneer Award
- Ghetts

## LiveauftritteLiveauftritte
| Künstler | Songs                                                                       |
| --- | --------------------------------------------------------------------------- |
| Byron Messia | Talibans                                                                    |
| DJ Spoony (mit Nay Nay, MC Creed, MC Ranking, Denzie, MC Viper, MC Maxwell D, Sabrina Washington and So Solid Crew) | 21 Seconds, Sorry! (I Didn’t Know), Body Groove, Why, 21 Seconds            |
| Soul II Soul | Fairplay, Nothing Compares 2 U, Get a Life, Keep On Movin' and Back to Life |
| Sugababes | Overload, Push the Button, Freak Like Me                                    |
| Ghetts | Double Standards                                                            |
| King Promise | Terminator                                                                  |
| Camidoh | Sugarcane                                                                   |
| Cristale | Antisocial                                                                  |